# 1634
| 1634               |
| ------------------ |
| Dødsfald - Fødsler |
| • Begivenheder     |

| Gregoriansk kalender | 1634 MDCXXXIV           |
| Ab urbe condita      | 2387                    |
| Armensk kalender     | 1083 ԹՎ ՌՁԳ             |
| Kinesiske kalender   | 4330 – 4331 癸酉 – 甲戌 |
| Etiopisk kalender    | 1626 – 1627             |
| Jødisk kalender      | 5394 – 5395             |
| Hindukalendere       |                         |
| - Vikram Samvat      | 1689 – 1690             |
| - Shaka Samvat       | 1556 – 1557             |
| - Kali Yuga          | 4735 – 4736             |
| Iransk kalender      | 1012 – 1013             |
| Islamisk kalender    | 1044 – 1045             |

Konge i Danmark: Christian 4. 1588-1648
Se også 1634 (tal)

## Begivenheder
- 11. oktober – en voldsom stormflod rammer Tøndermarsken og Nordfrisland. Mellem 8.000 og 15.000 mennesker druknede. Kendt som den 2. store manddrukning
- 24. oktober - Kong Christian den 4. udsteder forbud mod at anføre spådomme om "krig, orlog, dyrtid, pestilence og anden Guds straf,” i almanakker.
- Pave Urban 8. udsender Caelestis Hierusalem cives, som proklamerer helgen- og saligkåring skal godkendes af paven, og er dermed ikke længere en lokal sag

## Født
- 20 marts – Balthasar Bekker, nederlandsk reformert teolog (død 1698).
- 22. april – Carlo Fontana, italiensk arkitekt (død 1714).
- 15. december – Thomas Kingo, dansk salmedigter (død 1703).

## Dødsfald
- 25. februar – Albrecht von Wallenstein, hertug og militær leder (født 1583).
- 19. november – Alexander Karol Vasa, søn af Sigismund 3. Vasa af Polen og Konstantia af Østrig (født 1614).
- 22. december – Johan Albert Vasa, polsk biskop og kardinal, søn af Sigismund 3. Vasa af Polen og Konstantia af Østrig (født 1612).
- Anders Steensen Bille, dansk rigsråd (født 1578).